# Mosito Lehata
Mosito Lehata (ur. 8 kwietnia 1989) – lesotyjski lekkoatleta, sprinter, olimpijczyk.
W 2008 bez sukcesów startował w Bydgoszczy na mistrzostwach świata juniorów, a 2010 uczestniczył w mistrzostwach Afryki w Nairobi. Odpadł w eliminacjach biegu na 200 metrów podczas mistrzostw świata w 2011. Jesienią 2011 startował w igrzyskach afrykańskich w Maputo. W sezonie 2012 bez powodzenia uczestniczył w halowych mistrzostwach świata, był piąty w biegu na 100 metrów oraz siódmy w biegu na dystansie 200 metrów podczas mistrzostw Afryki oraz reprezentował swój kraj na igrzyskach w Londynie – w biegu na 200 metrów osiągnął czas 20,74, i nie awansował do ćwierćfinału. Półfinalista mistrzostw świata w Moskwie (2013). W 2014 zajął 4. miejsce w biegu na 200 metrów podczas igrzysk Wspólnoty Narodów w Glasgow. W 2016 zdobył srebrny medal mistrzostw Afryki w biegu na 100 metrów.

## Rekordy życiowe
| Dystans                  | Wynik (s) | Miejsce      | Data                            | Uwagi          |
| ------------------------ | --------- | ------------ | ------------------------------- | -------------- |
| bieg na 100 metrów       | 10,11     | Réduit Praga | 12 kwietnia 2015 5 czerwca 2017 | rekord Lesotho |
| bieg na 200 metrów       | 20,36     | Glasgow      | 31 lipca 2014                   | rekord Lesotho |
| bieg na 60 metrów (hala) | 7,00      | Stambuł      | 9 marca 2012                    | rekord Lesotho |